# Hit Me Hard and Soft
HIT ME HARD AND SOFT és el tercer àlbum d'estudi de la cantant i compositora nord-americana Billie Eilish, que es publicarà el 17 de maig de 2024. Eilish va anunciar l'àlbum el 8 d'abril, després de publicitar el projecte en cartells localitzats en diversos indrets.

## Context i gravació
Eilish va coescriure i gravar el seu segon àlbum d'estudi, Happier Than Ever, a l'estudi de gravació a casa del seu germà Finneas O'Connell, situat al soterrani de la seva residència a Los Angeles. La gravació es va dur a terme entre l'abril de 2020 i el febrer de 2021. Happier Than Ever es va estrenar el 30 de juliol de 2021; va rebre una bona acollida de la crítica i un gran èxit comercial, encapçalant el Billboard 200 i sent nominat dues vegades als 64è Premis Grammy anuals. Eilish va llançar per sorpresa el seu segon EP "Guitar Songs" el juliol del 2022; una de les dues cançons de l'EP fa referència a l'anul·lació de Roe v. Wade als Estats Units. L'any següent, va compondre i llançar "What Was I Made For?" per a la banda sonora de la pel·lícula de comèdia Barbie (2023); es va inspirar per escriure la cançó després de veure escenes inacabades de la pel·lícula durant la seva producció. Amb aquesta cançó va guanyar un Oscar a la millor cançó original i dos premis Grammy: a la cançó de l'any i a la millor cançó escrita per a mitjans visuals .
El desembre de 2022, Eilish va començar a formular idees per al seu tercer àlbum d'estudi amb el seu germà. En una entrevista amb Zane Lowe per a Apple Music, va esmentar que esperava començar a escriure l'àlbum el 2023. Eilish va afegir més tard que l'àlbum estava "gairebé fet" a The Tonight Show Starring Jimmy Fallon el desembre de 2023. Tres mesos després, va confirmar que l'àlbum havia estat masteritzat mitjançant una publicació a la xarxa social Instagram.

## Promoció
Diversos articles de notícies informaven de cartells publicitaris que contenien fragments de lletres de l'àlbum. Aquests van anar apareixent a diverses ciutats d'Austràlia, el Regne Unit i els Estats Units l'abril de 2024; encara que no esmenta el nom de l'artista, la figura del "blohsh" que ha emprat del 2016 ençà en la promoció d'altres projectes seus va ser reconeguda. Més tard, Eilish va canviar la seva foto de perfil a un cercle blau i va afegir els seus seguidors a una funció d'Instagram que permet a una sèrie de comptes limitats veure històries exclusives, anomenada "Close friends", mitjançant la qual va continuar promocionant l'àlbum.
Finalment, va anunciar l'àlbum i la seva data de publicació mitjançant una publicació d'instagram el 8 d'abril de 2024. Les setmanes següents va continuar promocionant l'àlbum deixant entreveure diverses lletres i parts de les cançons a entrevistes (per a Apple Music amb Zane Lowe) i esdeveniments diversos com el festival de música Coachella al desert de la vall homònima a Califòrnia.
Fins ara les cançons que s'han mostrat han estat "LUNCH", basada probablement en una relació de l'artista atenent a la seva lletra; "CHIHIRO", la lletra i títol de la qual fa referència a la protagonista del film El viatge de Chihiro de l'Studio Ghibli; i "L'AMOUR DE MA VIE", de títol francès però la lletra de la qual sembla estar en anglès.

## Llistat de cançons
| 1.            | «SKINNY»             | 3:39  |
| 2.            | «LUNCH»              | 2:59  |
| 3.            | «CHIHIRO»            | 5:03  |
| 4.            | «BIRDS OF A FEATHER» | 3:30  |
| 5.            | «WILDFLOWER»         | 4:21  |
| 6.            | «THE GREATEST»       | 4:53  |
| 7.            | «L'AMOUR DE MA VIE»  | 5:33  |
| 8.            | «THE DINER»          | 3:06  |
| 9.            | «BITTERSUITE»        | 4:58  |
| 10.           | «BLUE»               | 5:43  |
| Durada total: | Durada total:        | 43:45 |

## Procés de llançament
| Regió      | Data               | Format                                                | Edició    | Discogràfica          | Ref. |
| ---------- | ------------------ | ----------------------------------------------------- | --------- | --------------------- | ---- |
| Globalment | 17 de maig de 2024 | Casette · CD · descàrrega digital · streaming · vinil | Estàndard | Darkroom · Interscope |      |